# Semiti
I Semiti o popoli Semitici, è un termine per indicare un gruppo etnico, culturale o razziale associato a popolazioni del Medio Oriente e del Corno d'Africa, tra cui gli Accadi (Assiri e Babilonesi), gli Arabi, gli Aramei, i Cananei (Ammoniti, Edomiti, Israeliti, Moabiti, Fenici e Filistei) e i popoli Habesha. È un termine che si riferisce anche a tutti quei popoli che parlano, o hanno parlato, lingue del ceppo semitico. La terminologia è oggi in gran parte inutilizzata al di fuori del contesto delle “lingue semitiche” nella linguistica.

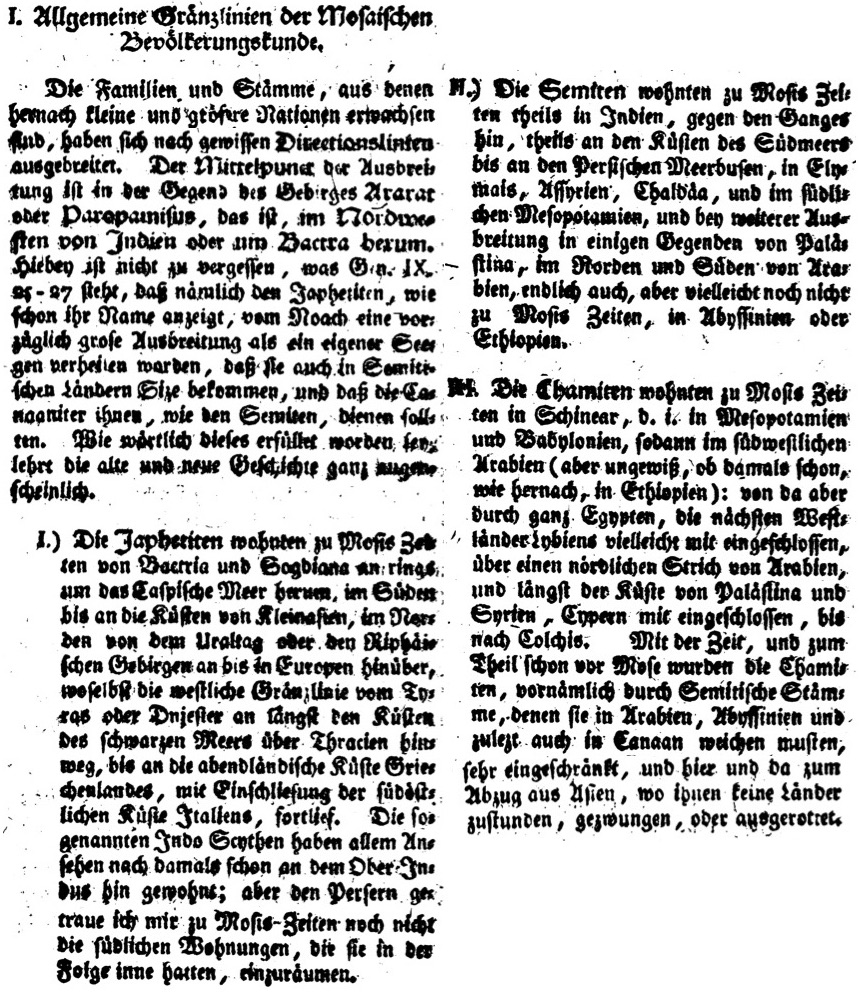
La prima descrizione dell'etnologia storica del mondo è la suddivisione nei figli biblici di Noè: Semiti, Camiti e Giafeti.

## Storia
Il primo a utilizzare l'aggettivo "Semitico" per riferirsi a una famiglia linguistica fu August Ludwig von Schlözer nel testo Von den Chäldaem nel 1781, definizione popolarizzata nel 1787 da Johann Gottfried Eichhorn che volle rifarsi alla definizione biblica di Genesi X-XI, che indicava una serie di nazioni discese da Sem, uno dei figli del patriarca Noè; gli altri erano Cam e Jafet.
Nel 1879, un giornalista tedesco, Wilhelm Marr, coniò il termine antisemitismo nell'opuscolo La Vittoria del Germanesimo sul Giudaismo, fondando nello stesso anno la Lega degli Antisemiti.

## Origini
Il nome semita deriva da quanto si trova scritto nella Bibbia riferito ai tre figli di Noè, sopravvissuto al Diluvio universale: Sem, Cam e Jafet. I discendenti di Sem sono i semiti, i discendenti di Cam sono i camiti, i discendenti di Jafet sono i giapeti o giapetiti. Tre popoli fratelli discendenti da Noè. La Bibbia riporta sommariamente la distribuzione geografica dei tre popoli: i camiti ebbero il nord-Africa, i giapeti l'Europa, e i semiti l'area che va dalla Mesopotamia (Iraq) al mar Nero.
L'idea di un popolo semita è derivata dal racconto biblico sulle origini della cultura conosciuta, fin dall'antichità, come ebraica. Gli Ebrei affermano di essere discendenti di Sem e spesso identificano i popoli loro nemici nelle sette Nazioni in origine viventi nella terra di Canaan, alcuni discendenti del fratello Cam non originariamente stanziatisi in Africa.
Secondo la Genesi Sem fu il padre degli Assiri, dei Caldei, degli Aramei, dei Sabei e appunto degli Ebrei, dei Moabiti e degli Ammoniti, degli Idumei occidentali, discendenti di Esaù, anche detti Edomiti, dei veri Ismaeliti, dei Midianiti, dei discendenti di Labano e di tutti gli altri discendenti da cui sorsero alcune delle 70 Nazioni descritte nel Tanakh. Storicamente sappiamo come le lingue di questi popoli siano strettamente correlate tra loro, a formare appunto il ceppo linguistico semitico. Anche i Cananei e gli Amorrei parlavano una lingua appartenente a questo gruppo, benché nella Genesi vengano descritti come figli di Cam.

## Lingua
L'antico significato del termine semitico, benché derivato dall'uso che ne fa la Bibbia, non è identico a questo. Nel contesto linguistico le lingue semitiche comprendono, tra gli altri, arabo, ebraico, cananaico, accadico, aramaico ed amarico. Alcuni dei popoli che parlarono queste lingue erano discendenti dei Fenici, nome con cui i Greci identificavano i Cananei. Al culmine della potenza cartaginese, i linguaggi semitici erano largamente parlati in tutta l'area del Mediterraneo meridionale fino all'Oceano Atlantico, dato che Cartagine era originariamente una colonia fenicia.
Il termine antisemita è spesso usato nell'accezione impropria di anti-ebraico.
Linguaggi semitici sono parlati anche a Malta e a Socotra, nell'Oceano Indiano. Inoltre milioni di arabi, musulmani e cristiani, scrivono (e, in parte, sanno parlare) la lingua araba classica (fuṣḥah) come seconda lingua e molti ebrei sparsi per il mondo conoscono l'ebraico.
Da notare che lingue come il copto, il berbero, il somalo ed altre lingue correlate usate nell'area afro-asiatica non appartengono al ceppo semitico.

## Religione
(Pio XI, 1938)
Nel contesto religioso il termine 'semitico' è riferibile alle religioni dei popoli che usano lingue appartenenti a questo gruppo, così l'Ebraismo, il Cristianesimo e l'Islam sono definite religioni semitiche. Con il termine 'semita' possono anche essere indicate le religioni politeiste che fiorirono nel Vicino Oriente antico.

## Origine biologica
Al di fuori della linguistica il termine è usato per identificare il gruppo etnico che storicamente ha parlato lingue del ceppo semitico. Sono in corso studi di analisi genetica per cercare di identificare gli eventuali progenitori comuni ai popoli semiti. Benché, finora, le ricerche sulla compatibilità mitocondriale non abbiano dato risultati, le correlazioni del cromosoma Y tra popoli del Vicino Oriente - come Arabi, Fenici ed Ebrei - mostrano come questi popoli potrebbero discendere da comuni antenati.